# Ernst Huth
Ernst Huth ( * 1845 - 1897 ) fue un botánico y pteridólogo alemán. Fue profesor de Gramática en Fráncfort del Meno, y publicó abundantemente tratados de Botánica, en especial sobre Ranunculaceae. 

## Algunas publicaciones
- 1891. Monographie der Gattung Paeonia
- 1891. Clavis Riviniana
- Plantae rariores et exoticae[1]

## Honores
En su honor se nombra al género Huthia Brand 1908, de la familia Polemoniaceae. 
- La abreviatura «Huth» se emplea para indicar a Ernst Huth como autoridad en la descripción y clasificación científica de los vegetales.[2]